# 西班牙黄金时代

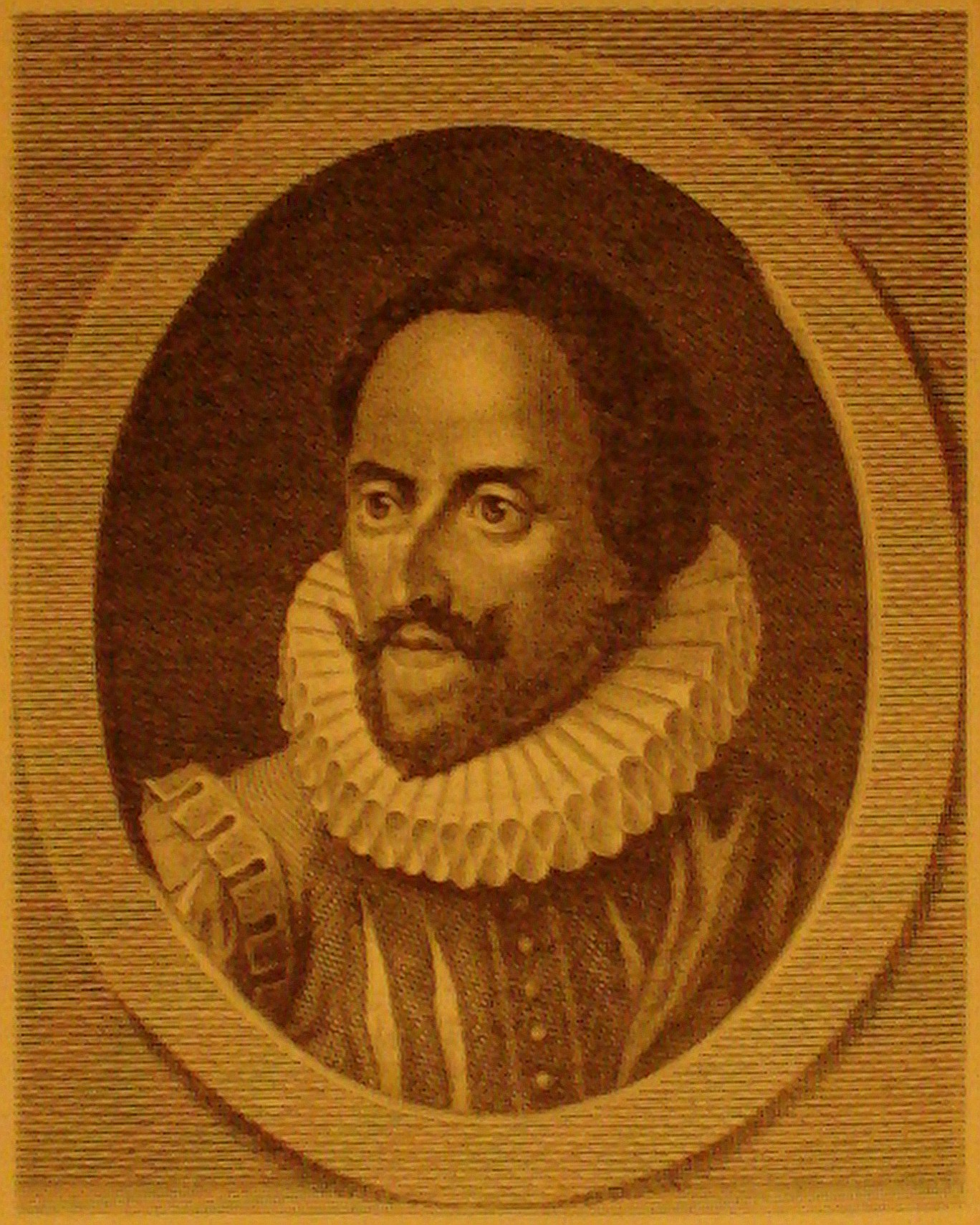
塞凡提斯

西班牙黃金時代（西班牙語：Siglo de Oro）是15世紀至17世紀西班牙美術、音樂、文學隆盛的時代。一般以1492年收復失地運動終結、哥倫布航向新大陸至作家佩德羅·卡爾德隆·德·拉·巴爾卡過世的1681年為止的期間。政治上的黃金時代以腓力二世即位（1556年）至法國和西班牙哈布斯堡王朝締結庇里牛斯條約（1659年）之間的時代。

## 美術
- 葛雷柯（1541－1614）
- 維拉斯奎茲（1599－1660）
- 法蘭西斯科·德·祖巴蘭（1598－1664）

## 音樂
- 湯馬斯·路易斯·德·維多利亞（1548－1611）

## 文學
- 米格爾·德·塞凡提斯（1547-1616）
- 羅培·德·維加（1562－1635）
- 佩德羅·卡爾德隆·德·拉·巴爾卡（1600－1681）
- 馬泰歐·阿雷曼
- 法蘭西斯科·德·奎維多

## 關連項目
- 西班牙歷史
- 日不落帝國
- 西班牙文學